# En Bryllupsaften paa Hotel
En Bryllupsaften paa Hotel er en dansk stumfilm fra 1913 med manuskript af H.A. Martens.

## Handling
Denne artikel mangler et handlingsreferat. Hjælp os med at skrive det.